# Список экорегионов Португалии
Согласно классификации Всемирного фонда дикой природы (WWF) территория Португалии (в том числе Азорские острова и остров Мадейра) находится в палеарктической экологической зоне и не отличается большим природным разнообразием — она включает в себя лишь 2 биома и 6 экологических регионов.
|  |

| Код    | Английское название                                              | Русское название                                                                     |
| ------ | ---------------------------------------------------------------- | ------------------------------------------------------------------------------------ |
| 04     | Temperate Broadleaf & Mixed Forests                              | Умеренные широколиственные и смешанные леса                                          |
| PA0403 | Azores temperate mixed forests                                   | Азорские умеренные смешанные леса                                                    |
| PA0406 | Cantabrian mixed forests                                         | Кантабрийские смешанные леса                                                         |
| PA0425 | Madeira evergreen forests                                        | Мадейрские вечнозелёные леса                                                         |
| 12     | Mediterranean Forests, Woodlands, & Shrub                        | Средиземноморские леса и кустарники                                                  |
| PA1209 | Iberian sclerophyllous and semi-deciduous forests                | Жестколистные и полулистопадные леса Пиренейского полуострова                        |
| PA1216 | Northwest Iberian montane forests                                | Горные леса северо-запада Пиренейского полуострова                                   |
| PA1221 | Southwest Iberian Mediterranean sclerophyllous and mixed forests | Средиземноморские жестколистные и смешанные леса юго-запада Пиренейского полуострова |